# Chùa Tôn Thạnh
Chùa Tôn Thạnh là một ngôi chùa khá nổi tiếng trong lịch sử và văn học thuộc xã Mỹ Lộc, huyện Cần Giuộc, tỉnh Long An, Việt Nam.

## Xếp hạng
Chùa được Bộ Văn hóa - Thông tin Việt Nam xếp hạng di tích lịch sử cấp quốc gia ngày 27 tháng 11 năm 1997 theo Quyết định số 2890-VH/QĐ.

## Diện tích
Tổng diện tích toàn bộ khu vực chùa là 34.410 m², trong đó diện tích chùa chiếm 940 m².

## Đặc điểm
Ban đầu, chùa có tên là chùa Lan Nhã hay còn được người dân địa phương gọi là Chùa Ông Ngộ, được Thiền sư Viên Ngộ sáng lập và xây dựng năm 1808.
Ðây là ngôi chùa cổ nhất của tỉnh Long An. Trong chùa còn lưu giữ nhiều pho tượng cổ có giá trị nghệ thuật mang phong cách thế kỷ 19. Ðặc biệt là pho tượng Bồ tát Ðịa Tạng bằng đồng cao 110 cm ngồi trên lưng con thanh sư, tay phải thì kết ấn, tay trái để ngang ngực, trong lòng bàn tay có hạt minh châu "Năm 1813 niên hiệu Gia Long thứ 12,Tổ đã khởi công đúc tượng Bồ tát Địa Tạng bằng đồng, cao 110 cm và có điển tích ghi nhận sự cảm ứng linh dị trong lần đúc tượng này". Trong khuôn viên chùa còn có tấm bia kỷ niệm nhà thơ Nguyễn Đình Chiểu dựng vào năm 1973 và tháp Hòa thượng Thiên Ngộ.
Từ tỉnh lộ 15, trên con đường nhỏ dẫn vào chùa có cổng dựng năm 1960 đề tên chùa Tôn Thạnh. Bên phải con đường trong khuôn viên chùa có hai tấm bia, tấm thứ nhất xây dựng năm 1973 lưu lại dấu tích của nhà thơ Nguyễn Đình Chiểu, tấm thứ hai xây dựng năm 1998 trích bài Văn tế nghĩa sĩ Cần Giuộc. Trong vườn còn có tháp ba tầng hình lục giác cao 4,5 mét của tổ sư Viên Ngộ (viên tịch năm Thiệu Trị thứ 5 (1845)), xây dựng năm 1846, trùng tu năm 1959, tầng trên cùng chạm nổi dòng chữ "Nam mô A di đà Phật" và tháp tổ Tắc Thành hình vuông, ba tầng, cao 3 mét.
Chùa Tôn Thạnh là nơi Nguyễn Đình Chiểu, nhà thơ lớn của Việt Nam, đã sống và viết, đặc biệt là bài Văn tế nghĩa sĩ Cần Giuộc, trong giai đoạn 1859 - 1861. Cũng trong thời gian ấy, cụ mở lớp dạy học bên ngoài, nhưng bên trong lại trực tiếp chỉ đạo kháng chiến.

## Tu sửa
Trong những năm gần đây, chùa Tôn Thạnh đã được tu sửa lại và xây dựng thêm một số công trình mới.